# Лето солнечного затмения
«Лето солнечного затмения» (яп. 日蝕の夏: ниссёку но нацу) — японский чёрно-белый фильм-драма 1956 года, поставленный режиссёром Хиромити Хорикавой по произведению Синтаро Исихары, исполнившего в фильме главную роль.

## Сюжет
Наоки Мисима чувствует себя чужим в своей семье. Наоки встречает Андзуко, с которой дружил в детстве. В нём просыпается чувство к Андзуко, но он начинает подозревать, что она встречается со многими мужчинами. Раздосадованный, Наоки сходится с Сэцуко, красивой женщиной средних лет, с которой он случайно познакомился. Отец Наоки отбивает у своего сына, старшего брата Наоки, его невесту. Не уступает ему и мать — в отсутствие мужа она приводит к себе любовника. Сначала Наоки ненавидит отца, но, когда узнаёт, что его мать сама виновата в измене отца, он навещает его в больнице и признаётся, что сам подстроил его ранение. Без цели, словно во сне, бродит Наоки по берегу моря. Его подбирает проезжающая мимо на машине Сэцуко.

## В ролях
- Синтаро Исихара — Наоки Мисима
- Акихико Хирата — Масаки Мисима
- Со Ямамура — Кодзо Мисима
- Кунико Миякэ — Акико Мисима
- Ёко Цукаса — Андзуко
- Сэцуко Вакаяма — Таэко
- Ацуси Хонго — Рёити
- Миэко Такаминэ — Сэцуко
- Хадзимэ Идзу — Хамасаки
- Норико Сэнгоку — Тосими

## Премьеры
- — 26 сентября 1956 года — национальная премьера фильма в Токио[1]